# Copa del Generalísimo de fútbol 1947
La Copa del Generalísimo de Fútbol de 1947 fue la edición número 43 de la competición de Copa en España. La conquistó el Real Madrid C. F., en lo que fue su noveno título copero. Se disputó desde el 20 de abril de 1947 hasta el 22 de junio del mismo año. Los participantes fueron los 14 equipos de Primera División y los 14 de Segunda.

## Primera Ronda
Se disputó en eliminatoria a doble partido: la ida se jugó el 20 de abril de 1947 y la vuelta el 24 del mismo mes. Atlético de Bilbao, C.F. Barcelona, Real Santander S.D., CD Málaga quedaron exentos de jugar esta ronda. Los partidos de desempate de las eliminatorias C.D. Castellón - Real Sociedad de Fútbol y Valencia C. F. - C.D. Alcoyano se disputaron en Madrid el 29 de abril. 
| Local ida                   | Resultado global | Local vuelta            | Ida | Vuelta | Desempate |
| --------------------------- | ---------------- | ----------------------- | --- | ------ | --------- |
| Club Real Murcia            | 3-7              | Levante U.D.            | 1-3 | 2-4    |           |
| Club Atlético de Madrid     | 6-4              | Hércules C.F.           | 3-0 | 3-4    |           |
| Real Oviedo                 | 4-3              | Zaragoza C.F.           | 3-1 | 1-2    |           |
| C.D. Castellón              | 5-5              | Real Sociedad de Fútbol | 3-2 | 2-3    | 3-2       |
| Club Ferrol                 | 4-5              | Real Madrid C.F.        | 2-1 | 2-4    |           |
| Valencia C.F.               | 3-3              | C.D. Alcoyano           | 3-2 | 0-1    | 2-1       |
| Granada C.F.                | 2-6              | Club Celta              | 0-1 | 2-5    |           |
| Club Deportivo de La Coruña | 1-3              | Betis Balompié          | 1-0 | 0-3    |           |
| C.D. Sabadell C.F.          | 3-2              | C.D. Córdoba            | 3-0 | 0-2    |           |
| Sevilla C.F.                | 3-2              | C.D. Mallorca           | 2-1 | 1-1    |           |
| Gimnástico de Tarragona     | 5-3              | Real Gijón              | 4-2 | 1-1    |           |
| C.D. Baracaldo              | 0-7              | C.D. Español            | 0-2 | 0-5    |           |

## Octavos de final
1
Se disputó en eliminatoria a doble partido: la ida se jugó el 4 de mayo y la vuelta el 8 del mismo mes. Todos excepto la eliminatoria entre el RCD Córdoba - Real Murcia CF, que se jugaría la ida el 28 de abril y la vuelta el 4 de mayo. Los partidos de desempate de las eliminatorias Valencia - Celta de Vigo y Real Santander - Gimnástico de Tarragona se disputaron en Madrid el 13 de mayo el primero y en Barcelona el 14 de mayo el segundo. 
| Local ida               | Resultado global | Local vuelta            | Ida | Vuelta | Desempate |
| ----------------------- | ---------------- | ----------------------- | --- | ------ | --------- |
| CF Barcelona            | 4-2              | CD Málaga               | 3-1 | 1-1    |           |
| Club Atlético de Madrid | 1-4              | CD Castellón            | 1-1 | 0-3    |           |
| Real Oviedo             | 1-3              | RCD Español             | 0-0 | 1-3    |           |
| Real Betis              | 4-6              | Real Madrid             | 4-0 | 0-6    |           |
| Valencia                | 1-1              | Celta de Vigo           | 0-0 | 1-1    | 0-1       |
| CD Sabadell             | 3-2              | Sevilla CF              | 2-0 | 1-2    |           |
| Atlético de Bilbao      | 8-6              | CD Levante              | 6-2 | 2-4    |           |
| Real Santander          | 7-7              | Gimnástico de Tarragona | 6-2 | 1-5    | 0-1       |

## Cuartos de final
La segunda ronda se disputó a doble partido: la ida el 18 de mayo y la vuelta el 25 de mayo. 
| Local ida         | Resultado global | Local vuelta           | Ida    | Vuelta | Desempate |
| ----------------- | ---------------- | ---------------------- | ------ | ------ | --------- |
| Real Madrid C. F. | 3-0              | C. D. Castellón        | 2-0    | 1- 0   |           |
| C. F. Barcelona   | 3-4              | Gimnàstic de Tarragona | 0-2    | 3-2    |           |
| Athletic Club     | 12-2             | R. C. Celta de Vigo    | 12 - 1 | 0 - 1  |           |
| C. D. Sabadell    | 2-5              | R. C. D. Español       | 2-3    | 0-2    |           |

## Semifinales
Se disputaron los partidos de ida el 1 de junio y los de vuelta el 8 de junio. 
| Local ida      | Resultado global | Local vuelta            | Ida | Vuelta | Desempate |
| -------------- | ---------------- | ----------------------- | --- | ------ | --------- |
| R.C.D. Español | 5-3              | Gimnástico de Tarragona | 5-3 | 0-1    |           |
| Real Madrid    | 4-2              | Atlético de Bilbao      | 3-2 | 1-0    |           |

## Final
| 1  | PO | Bañón            |  |
| 2  | DF | Clemente         |  |
| 3  | DF | Corona           |  |
| 4  | MC | Pont             |  |
| 5  | MC | Ipiña (c)        |  |
| 6  | MC | Huete            |  |
| 7  | DE | Alsúa            |  |
| 8  | DE | Barinaga         |  |
| 9  | DE | Pruden           |  |
| 10 | DE | Molowny          |  |
| 11 | DE | Vidal            |  |
| DT | DT | Baltasar Albéniz |  |

| 1  | PO | Trias             |  |  |
| 2  | DF | Casas             |  |  |
| 3  | DF | Mariscal          |  |  |
| 4  | MC | Celma             |  |  |
| 5  | MC | Fábregas          |  |  |
| 6  | MC | Llimós            |  |  |
| 7  | DE | Rosendo Hernández |  |  |
| 8  | DE | Gabriel Jorge (c) |  |  |
| 9  | DE | Calvo             |  |  |
| 10 | DE | Vicente Hernández |  |  |
| 11 | DE | Galobart          |  |  |
| DT | DT | Pepe Planas       |  |  |

|  | 107' | Vidal  | 1-0 |
|  | 119' | Pruden | 2-0 |

|  | 49’  | Molowny |
|  | 119’ | Corona  |

|  | 49' | Celma |

| Árbitro: | Francisco Echave |

| 1  | PO | Bañón            |  |
| 2  | DF | Clemente         |  |
| 3  | DF | Corona           |  |
| 4  | MC | Pont             |  |
| 5  | MC | Ipiña (c)        |  |
| 6  | MC | Huete            |  |
| 7  | DE | Alsúa            |  |
| 8  | DE | Barinaga         |  |
| 9  | DE | Pruden           |  |
| 10 | DE | Molowny          |  |
| 11 | DE | Vidal            |  |
| DT | DT | Baltasar Albéniz |  |

| 1  | PO | Trias             |  |  |
| 2  | DF | Casas             |  |  |
| 3  | DF | Mariscal          |  |  |
| 4  | MC | Celma             |  |  |
| 5  | MC | Fábregas          |  |  |
| 6  | MC | Llimós            |  |  |
| 7  | DE | Rosendo Hernández |  |  |
| 8  | DE | Gabriel Jorge (c) |  |  |
| 9  | DE | Calvo             |  |  |
| 10 | DE | Vicente Hernández |  |  |
| 11 | DE | Galobart          |  |  |
| DT | DT | Pepe Planas       |  |  |

|  | 107' | Vidal  | 1-0 |
|  | 119' | Pruden | 2-0 |

|  | 49’  | Molowny |
|  | 119’ | Corona  |

|  | 49' | Celma |

| Árbitro: | Francisco Echave |

|                     |
| Campeón REAL MADRID |
| 9º título           |